# 430'erne
Århundreder: 4. århundrede – 5. århundrede – 6. århundrede
Årtier: 380'erne 390'erne 400'erne 410'erne 420'erne – 430'erne – 440'erne 450'erne 460'erne 470'erne 480'erne
År: 430 431 432 433 434 435 436 437 438 439

## Personer
- 6. april 432: Pave Celestin 1. dør